# Peter Handke
Peter Handke   (Griffen, 6 de desembre de 1942) és un escriptor de novel·la, assaig i teatre austríac. A més, Handke tradueix de l'eslovè i del francès a l'alemany. És guanyador del Premi Nobel de literatura de l'any 2019.
El seu pare era austríac i la seva mare pertanyia a la minoria eslovena de la regió. La mort prematura de la mare per suïcidi marcà profundament la seva joventut (a ella dedicà la novel·la semibiogràfica Infelicitat sense desitjos). Va estudiar Dret a la Universitat de Graz, però sense arribar a graduar-se, perquè es va dedicar aviat a la literatura de manera exclusiva, primer a través de peces teatrals, després amb relats, assaigs, poesies i diaris, als quals cal afegir algun guió cinematogràfic.
Va destacar per l'esperit polèmic vers la generació d'autors com Alfred Andersch, Heinrich Böll, Ilse Aichinger o Ingeborg Bachmann. Va tenir especial ressò Insults al públic, que el definí com a autor experimental i «outsider», però aviat va derivar cap a una escriptura densa i minimalista, altament descriptiva i rica en visions quasi cinematogràfiques que van fer que el comparessin amb Alain Robbe-Grillet i altres francesos de l'«école du regard».
Del seu llibre La por del porter davant del penal (Die Angst des Tormanns beim Elfmeter, 1970) el director Wim Wenders, en va fer una pel·lícula. Ambdós van tornar a col·laborar a Der Himmel über Berlin. Del seu llibre La dona esquerrana (Die linkshändige Frau, 1976), Handke mateix en va fer una pel·lícula el 1978. Va dedicar tres llargs reportatges al conflicte de Iugoslàvia i rebutjà el premi Büchner en solidaritat contra els bombardejos civils a Sèrbia.
L'any 2009 rebé el Premi Franz Kafka. El 10 d'octubre de 2019 rebé el Premi Nobel de Literatura, per «l'obra influent que, amb enginy lingüístic, ha explorat les perifèries i les especificitats de l'experiència humana».

## Obra
- 1966 Die Hornissen, novel·la
- 1966 Publikumsbeschimpfung und andere Sprechstücke, teatre (en català: Insults al públic i altres peces parlades, Institut del Teatre, Barcelona, 1988)
- 1967 Begrüßung des Aufsichtsrates, textos en prosa
- 1967 Der Hausierer, novel·la
- 1967 Kaspar, teatre
- 1969 Deutsche Gedichte, poesia
- 1969 Die Innenwelt der Außenwelt der Innenwelt
- 1969 Prosa, Gedichte, Theaterstücke, Hörspiele, Aufsätze, recull de textes
- 1969 Das Mündel will Vormund sein, teatre
- 1970 Die Angst des Tormanns beim Elfmeter, novel·la (en català: La por del porter davant del penalty, Edicions 62, Barcelona, 1975)
- 1970 Geschichten aus dem Wienerwald von Ödön von Horvath
- 1970 Wind und Meer. Vier Hörspiele
- 1971 Chronik der laufenden Ereignisse
- 1971 Der Ritt über den Bodensee, teatre. [Traducció catalana: Lluís Solà. Llibres del Mall i Institut del Teatre. Col. Biblioteca Teatral, 14. Barcelona, març 1984].
- 1971 Der kurze Brief zum langen Abschied,
- 1972 Ich bin ein Bewohner des Elfenbeinturms, assaig
- 1972 Stücke 1
- 1972 Wunschloses Unglück,
- 1973 * Die Unvernünftigen sterben aus, teatre
- 1973 Stücke 2
- 1974 Als das Wünschen noch geholfen hat. Gedichte, Aufsätze, Texte, Fotos
- 1975 Der Rand der Wörter. Erzählungen, Gedichte, Stücke
- 1975 Die Stunde der wahren Empfindung
- 1975 Falsche Bewegung, novel·la
- 1976 Die linkshändige Frau,
- 1977 Das Ende des Flanierens. Gedichte
- 1977 Das Gewicht der Welt. Ein Journal
- 1979 Langsame Heimkehr
- 1980 Die Lehre der Sainte-Victoire
- 1981 Über die Dörfer
- 1981 Kindergeschichte
- 1982 Die Geschichte des Bleistifts
- 1983 Der Chinese des Schmerzes
- 1984 Phantasien der Wiederholung
- 1986 Die Wiederholung
- 1987 Der Himmel über Berlin amb Wim Wenders, guió
- 1987 Die Abwesenheit. Ein Märchen, versió pel·lícula dirigida per Handke (1992)
- 1987 Gedichte
- 1987 Nachmittag eines Schriftstellers
- 1989 Das Spiel vom Fragen oder Die Reise zum sonoren Land, teatre
- 1989 Versuch über die Müdigkeit
- 1990 Noch einmal für Thukydides
- 1990 Versuch über die Jukebox
- 1991 Abschied des Träumers vom Neunten Land
- 1991 Versuch über den geglückten Tag. Ein Wintertagtraum
- 1992 Die Stunde, da wir nichts voneinander wußten, teatre
- 1992 Die Theaterstücke
- 1992 Drei Versuche. Versuch über die Müdigkeit. Versuch über die Jukebox. Versuch über den geglückten Tag
- 1992 Langsam im Schatten. Gesammelte Verzettelungen 1980-1992
- 1994 Die Kunst des Fragens
- 1994 Mein Jahr in der Niemandsbucht. Ein Märchen aus den neuen Zeiten, novel·la
- 1996 Eine winterliche Reise zu den Flüssen Donau, Save, Morawa und Drina oder Gerechtigkeit für Serbien, assaig
- 1996 Sommerlicher Nachtrag zu einer winterlichen Reise, assaig
- 1997 Zurüstungen für die Unsterblichkeit. Königsdrama, teatre
- 1997 In einer dunklen Nacht ging ich aus meinem stillen Haus
- 1998 Am Felsfenster morgens. Und andere Ortszeiten 1982 - 1987
- 1998 Ein Wortland. Eine Reise durch Kärnten, Slowenien, Friaul, Istrien und Dalmatien, amb Liesl Ponger, assaig
- 1999 Die Fahrt im Einbaum oder Das Stück zum Film vom Krieg, teatre
- 1999 Lucie im Wald mit den Dingsda. Mit 11 Skizzen des Autors
- 2000 Unter Tränen fragend. Nachträgliche Aufzeichnungen von zwei Jugoslawien-Durchquerungen im Krieg, März und April 1999
- 2002 Der Bildverlust oder Durch die Sierra de Gredos
- 2002 Mündliches und Schriftliches. Zu Büchern, Bildern und Filmen 1992-2000, assaig
- 2002 Untertagblues. Ein Stationendrama
- 2004 Don Juan (erzählt von ihm selbst), novel·la
- 2005 Die Tablas von Daimiel, assaig
- 2005 Gestern unterwegs,
- 2006 Spuren der Verirrten, teatre
- 2007 Kali. Eine Vorwintergeschichte, novel·la
- 2008 Die morawische Nacht, prosa
- 2009 Die Kuckucke von Veika Hoca, prosa
- 2010 Immer noch Sturm, assaig
- 2011 Der große Fall, novel·la
- 2011 Die schönen Tage von Aranjuez, un diàleg d'estiu
- 2012 Versuch über den Stillen Ort, assaig
- 2013 Versuch über den Pilznarren. Eine Geschichte für sich., assaig
- 2015 Die Unschuldigen, ich und die Unbekannte am Rand der Landstraße., teatre
- 2015 Notizbuch - 31. August 1978 - 18. Oktober 1978, diari
- 2016 Von der Baumschattenwand nachts, diari

## Premis i reconeixements
- 1973: Premi Georg Büchner
- 2002: Premi America de Literatura
- 2008: Großer Literaturpreis der Bayerischen Akademie der Schönen Künste
- 2009: Premi Franz Kafka
- 2012: Mülheimer Dramatikerpreis
- 2014: Premi Internacional Ibsen[4][5]
- 2014: Else-Lasker-Schüler-Dramatikerpreis[6]
- 2019: Premi Nobel de Literatura

## Traduccions al català
- La por del porter davant del penalty. Edicions 62, 1974 (El balancí ; 91)
- Benvinguda al Consell d'administració. Editorial Laia, 1979 i 1984 (Les eines ; 54)
- Cavalcada sobre el llac de Contança. Traducció de Lluís Solà, 1984
- El venedor ambulant. Laia, 1984
- Insults al públic. Traducció de Carme Serrallonga. Institut del Teatre de la Diputació de Barcelona, 1988
- Autoacusació. Traducció de Carme Serrallonga, 1988. Publicat dins Insults al públic i altres peces parlades, Institut del Teatre, 1988
- Pronòstic. Traducció de Carme Serrallonga, 1988. Publicat dins Insults al públic i altres peces parlades, Institut del Teatre, 1988
- Tarda d'un escriptor. Edicions La Magrana, 1991 (Venècies; 28)
- L'absència. La Magrana, 1991 (Venècies; 29)
- La gran caiguda. Traducció de Marta Pera Cucurell. Raig Verd, 2014 (Raigs globulars ; 15)
- Poema a la durada. Traducció de Marta Pera Cucurell, Eumo Editorial, 2015 (Jardins de Samarcanda ; 77)
- La lladre de fruita o Viatge d'anada a l'interior del país. Traducció d'Anna Montané Forasté i Kàtia Pago Cabanes. Alianza Editorial, 2020.
- Infelicitat perfecta. Traducció de Marta Pera Cucurell. Epíleg de Simona Skrabec. L'Avenç, 2020
- La segona espasa. Una història de maig. Traducció d'Anna Montané Forasté. Alianza Editorial, 2022.
- El meu dia a l'altre país. Una història de dimonis. Traducció d'Anna Montané Forasté. Alianza Editorial, 2024.
- Diàleg. Traducció i epíleg d'Anna Montané Forasté. Alianza Editorial, 2025.